# البوذية في سريلانكا
بوذية التيرافادا هي أكبر وأقدم دين في سريلانكا، وهي الدين الرسمي فيها الذي يعتنقه 70.19% من سكانها حسب بيانات عام 2012. يوجد معتنقو البوذية بين السنهاليين كما يوجدون بين التاميليين. مُنحت البوذية أعلى مقام بموجب المادة التاسعة من الدستور التي يمكن أن تفسَّر بأنها وضعت محاولةً لإعادة البوذية إلى مكانتها التي كانت لها قبل أن يدمرها الاستعماريون. ومع هذا فإن المادة العاشرة من الدستور السريلانكي تحفظ الحقوق الدينية لكل المجتمعات. سريلانكا أقدمُ دوبة بوذية متدينة يحافَظ فيها على الثقافة البوذية. كانت الجزيرة مركزًا للدراسة والتعليم البوذي منذ أن دخلتها البوذية في القرن الثالث قبل الميلاد، وأنجبت علماء بوذيين بارزين مثل بوذاغوسا، وحفظت شريعة بالي الضخمة. على مدى معظم تاريخ سريلانكا، لعب ملوكها دورًا كبيرًا في الحفاظ على البوذية وإحياء المعاهد البوذية فيها. في القرن التاسع عشر، جرى إحياء بوذي حديث في الجزيرة نشر التعليم البوذي. في سريلانكا 6 آلاف دير بوذي ونحو 15 ألف راهب.

## التاريخ

### دخول البوذية
حسب ما تذكره التواريخ السريلانكية التقليدية مثل الديبافامسا، فإن البوذية دخلت سريلانكا في القرن الثالث قبل الميلاد بعد المجمع البوذي الثالث، وأدخلها أرهانثا ماهندا ثيرو، ابن الإمبراطور أشوكا، أيام حكم ديفانامبيا تيسا الأنوردابوري. بعد وصول أرهانثا ماهندا، دعا أخته سانغاميتا ثيرا أن تأتي بغصن من الشجرة البوذية (الشجرة التي استنار فيها بوذا) إلى سريلانكا، وعندها بني أول دير بوذي وأول صرح بوذي، ودخل أول راهب بوذي. من هذه الأديرة، لم يزل الإسورومونيا والفيساغيريا من دور العبادة المهمة. ويعزى إلى أرهانثا ماهندا أيضًا بناء الباثاماكا سيتيا والجامبوكولا فيهارا والهاتالاكا وقاعة الأكل. كانت أول كتابة لشريعة بالي –التي كانت من قبل تراثًا شفهيًّا– في سريلانكا نحو عام 30 قبل الميلاد. وكانت مع ماهندا أخته سانغامترا. وهي التي أعطت نظام الرهبانية للنساء المتحمسات للبوذية.
تذكر الماهافامسا §29 أنه في خلال حكم الملك الإغريقي الباختري منندر الأول، قاد راهب بوذي يوناني يدعى ماهادارماراكسيتا 30 ألف راهبًا بوذًّا من «مدينة ألاساندرا الإغريقية» (وهي إسكندرية القوقاز، وتبعد نحو 150 كيلومترًا إلى الشمال من كابل، أفغانستان) إلى سريلانكا من أجل تكريس الروانويسيسايا في أنوردابورا، وهو ما يدل على إسهام البوذية الإغريقية في البوذية السريلانكية القديمة.

### مركز الأدب البالي
طورت سريلانكا تراثًا قويًّا من النقل النصي لشريعة بالي، نتيجة عمل بوذاغوسا وكتاب آخرين مثل دامابالا. كانت أول كتابة للتفاسير (أتاكاثا) والنياكيات والبيتاكات الأُخَر في معبد صخرة ألوفيهاير في القرن الأول قبل الميلاد. ازدهر الأدب البوذي المكتوب بالسنهالية أيضًا ومع حلول عام 410، سافر الرهبان البوذيون كثيرًا في أرجاء الهند وآسيا لنشر أعمالهم.

### الفِرَق التيرافادية
في معظم التاريخ المبكر للبوذية في سريلانكا، كان للتيرافادية ثلاثة أقسام تتألف من رهبان هذه الماهافيهارات الثلاث: أنورادابورا ماها فيهارايا، وأباياغيري فيهارا، وجيتافانارامايا. أول هذه الأقسام الثلاثة تأسيسا هو الماهافيهارايا، أما الأباياغيريفيهارا والجيتافانارامايا فأسسها بعد ذلك الرهبان الذين انشقوا عن الماهافيهارايا. وفقا لأنتوني كنيدي واردر فإن طائفة الماهيساساكا تأسست كذاك في سريلانكا إلى جانب التيرافادا، حتى استوعبتها التيرافادا وضمّتها بعد ذلك. ويبدو أن المناطق الشمالية من سريلانكا كذلك اتبعت طوائف من الهند في أوقات معينة.
كتب شوانزانغ في القرن السابع عن أكبر قسمين للتيرافادا في سريلانكا، مشيرا إلى معتنقي الأباياغيري باسم «سذافيرية الماهايانا»، وإلى معتنقي الماهافيهارا باسم «سذافيرية الهينايانا». يبدو أن الأباياغيري كانت مركز تعاليم الماهايانا والفاجرايانا، وجاء في كلام شوانزانغ: «يرفض الماهافيهارافاسينيون الماهايانا ويعتنقون الهينايانا، أما الأباياغيريفيهاراسينيون فيدرسون تعاليم الهينايانا والماهايانا معًا وينشرون التريبيتاكا».
في القرن الثامن، كان شكلا البوذية الماهايانا والفاجرايانا يمارَسان في سريلانكا، وكان ناسكان هنديان مسؤولان عن نشر البوذية الفاجرايانا في الصين، هما فاجرابوذي وأموغافاجرا، قد زارا الجزيرة في هذه الفترة.

في التفاسير البالية، استعملت كلمات للدلالة على الماهايانيين الأباياغيريين، هي: فايتوليا، وفايبوليا، وفايداليا. حسب إتش آر بيريرا، فإن التفاسير التيرافادية كانت تراهم مهرطقين، وكان من عقائدهم:
   اعتقدوا أن بوذا الذي ولد في سماء توسيتا عاش هناك ولم ينزل إلى الأرض، وأن الذي ظهر بين الناس لم يكن إلا صورة مخلوقة. هذه الصورة المخلوقة نشرت العقيدة مع أناندا الذي تعلم منها. واعتقدوا أيضًا أنه ما من شيءٍ في الوجود أعطي للنظام المثمر، لأن السانغا، الذي معناه المطلق يعني الطريق والإثمار، لا يقبل أي شيء. وعندهم أن أي إنسانَين يمكن أن يجري بينهما الجماع بالتراضي.

### روايات الحجاج الصينيين
في القرن الخامس، زار فاكسيان سريلانكا وعاش فيها سنتين مع الرهبان. اقتنى فاكسيان نسخة سنسكريتية من فينايا الماهيساساكا في الأباياغيري فيهارا نحو عام 406. ثم ترجمت المهيساساكا فينايا إلى الصينية عام 434 على يد بوذاجيفا وجو داوشنغ. بقيت هذه الترجمة موجودة في القانون البوذي الصيني باسم تايشو تريبيتاكا 1421.

تعلم الحاج شوانزانغ في القرن السابع في النالاندا عدة سنين ثم ذهب إلى سريلانكا طلبًا للعلم. ولكن بعد أن لقي الرهبان السريلانكيين اللاجئين في مدينة تشولا، قرر ألا يذهب.
   في زمن زيارة هيون تسانغ إلى المدينة كان يزورها 300 بكشو من سيلان، كان ذلك بعد أن غادروا الجزيرة بسبب المجاعة والثورة. وحين قال لهم الطالب أنه كان ذاهبًا إلى سيلان لطلب العلم، قالوا له إنه ما من راهبين أعلى منهم مقامًا. ثم ناقشهم في بعض نصوص اليوغا ووجد أن تفسيراتهم لا تعلو على التفسيرات التي علمها إياه سيلابادرا في نالندا.

### التراجع والإحياء
شهدت سريلانكا من القرن الخامس إلى القرن الحادي عشر حربًا مستمرة بين ملوك وأدعياء وغزاة منهم ملوك تشولا في جنوب الهند والبانديائيون. أدت هذه الحرب إلى طرد الفيهارات وصعّبت البقاء على البوذية. في عام 1070، غزا فيجاياباهو البولوناروي الأول الجزيرة وشرع في إصلاح الأديرة. كانت حالة البوذية السريلانكية سيئة جدًّا حينها لدرجة أنه لم يجد 5 رهبان تيرافاديين في كل الجزيرة لكي يرسّموا رهبانًا آخرين ويستعيدوا التراث الرهباني، لذا أرسل وفدًا إلى بروما، وأرسل إليه البروميون عدة شيوخ بارزين معهم النصوص البوذية. أشرف الملك على ترسيم آلاف الرهبان. استمر التجديد الملكي للبوذية السريلانكية تحت حكم باراكراماباهو الأول (نحو عام 1153) الذي استعاد ستوبات وأديرة كثيرة. في هذه الفترة، ازدهر الأدب البوذي السريلانكي مرة أخرى وألّف الكتاب الثلاثة العظماء ماهاكاسابا ثيرا من ديمبولاغالا راجا ماها فيهارا، وموغالانا ثيرا وساريبوتا ثيرا، تفاسير وتفاسير جزئية لشريعة بالي. كان الملك باراكراماباهو الدمبادييني الثاني (حكم في نحو عام 1236) ملكًا متعلّمًا وكتب عدة نصوص بوذية سنهالية.